# Saint-Oyen
Saint-Oyen é uma comuna italiana da região do Vale de Aosta com cerca de 188 habitantes. Estende-se por uma área de 9 km², tendo uma densidade populacional de 21 hab/km². Faz fronteira com Bourg-Saint-Pierre (CH-VS), Etroubles, Gignod, Saint-Rhémy-en-Bosses.

## Demografia
| Variação demográfica do município entre 1861 e 2011                               |
|                                                                                   |
| Fonte: Istituto Nazionale di Statistica (ISTAT) - Elaboração gráfica da Wikipedia |